# Дерьячейе-Немек
Дерьячейе-Немек (перс. دریاچه نمک‎) — солёное озеро в центральной части Ирана, в административном плане разделённое останами Кум, Исфахан и Семнан. Расположено на расстоянии примерно в 40 км к северо-востоку от города Кашан. Площадь поверхности озера составляет 1560 км², глубина — порядка 1,0 м, а объём — 0,78 км³. Однако приведённые показатели могут существенно колебаться в зависимости от времени года, а также засух, из-за которых озеро иногда полностью пересыхает.
Вода в озеро поступает прежде всего из рек, которые в него впадают, спускаясь с Загроса и Эльбурса. Средняя высота поверхности озера над уровнем моря достигает 788 м. В широком смысле термин Дерьячейе-Немек применяется также и к впадине, точнее — одному из восьми водных бассейнов страны. Восточная часть Дерьячейе-Немека вместе с Деште-Кевиром являются местом обитания для различных видов животных и защищены; им присвоен статус национального парка. По форме озеро представляет собой треугольник, чей верхний угол направлен на север.

## Этимология
Дерьячейе-Немек — название чисто персидского происхождения, и в переводе означает «солёное озеро»: дерьяче (произносится «дарйāче») — озеро, немек (в персидском произношении «намакь») — соль. Другие названия, использующиеся для обозначения озера в персидской литературе, это Дарйаче-йе-Ком (Кумское озеро), Дарйаче-йе-Саве (Савское озеро), Дарйаче-йе-Аран-ва-Бидголь (Аранско-бидгольское озеро) и Кявир-е-Масилеи (Масильское солёное болото).

## География

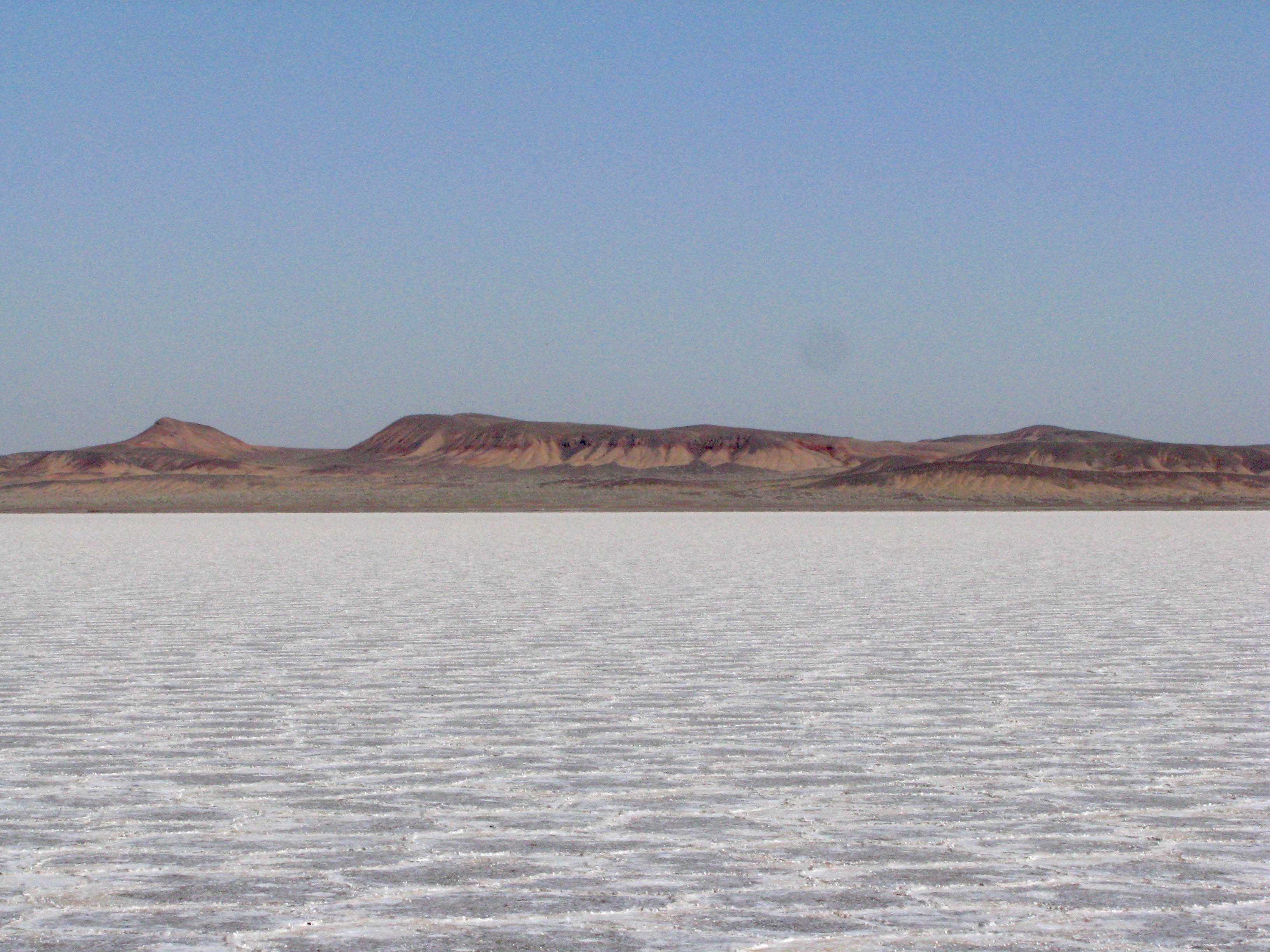
Озеро Дерьячейе-Немек

Дерьячейе-Немек расположен на севере Иранского нагорья и имеет похожие геологические и стратиграфические характеристики, как и пустыня Деште-Кевир, которая простирается в восточном направлении. Прожимающая зона состоит из горстов докембрийского кристаллического субстрата и отложений палеозойской платформы, а на поверхности преобладают кембрийско-триасовые седиментарные горные породы на равнинах и магматические горные породы на возвышенностях. Литторальный пояс с западной стороны имеет выраженно пологий наклон, а с других сторон немного более крутой из-за горных склонов Наре-Нар-Куха (1325 м) на севере, Сийах-Куха (1840 м) на северо-востоке, Кух-е Сефид Аба (1374 м) на юго-востоке и Куха-йе Джахаб (2180 м) на юге.
Во время высокого уровня воды озеро принимает облик равностороннего треугольника со сторонами длиной 60 км, а его поверхность приблизительно составляет 1560 км². В течение лета собранная вода быстро испаряется, оставляя солёное белое пространство. На юге Дерьячейе-Немека находится холм Кух-е Сардарган, который в зависимости от уровня воды время от времени становится островом площадью 13 км². Самые ближайшие к Дерьячейе-Немеку озера — Гадир-е Асб, расположенное 20 км к востоку на той же самой высоте над уровнем моря, а также Дерьяйе-Немек, которое располагается примерно в 90 км западнее, и находится на 10 м выше. Большие караван-сараи, такие как Даир-е-Гачина и Саньги-Мухамедабада свидетельствуют о том, что по равнинам между Дерьячейе-Немеком и Дерьяйе-Немеком исторически проходили пути, которые связывали Тегеран и Рей (ныне — пригород Тегерана) на севере с Кумом, Кашаном, Исфаханом и Йездом на юге. Примерно в 2,5 км южнее Дерьячейе-Немека расположен и караван-сарай шаха Аббаса (известен как Маранджаб).

## Флора и фауна
Флора Дерьячейе-Немека обусловлена климатом и высоким уровнем солёности, а включает она роды: верблюжья колючка, сведа, сейдлиция розмариновая и гребенщик. На земле, прилегающей к озеру, также преобладают роды: полынь, парнолистник, степной миндаль, а также различные суккуленты и галофиты, характеристичные для пустынных и полупустынных территорий. Фауна впадины включает в себя разные виды млекопитающих, пресмыкающихся и птиц. Среди млекопитающих можно выделить европейскую косулю, дикую овцу, архара, рыжую лисицу, серого волка, каракала, полосатую гиену, зайца, дикого осла и газель, а среди птиц встречаются — песчаный жаворонок, короткопалый каменный воробей, дрофа-красотка, черноголовая каменка. Поскольку в регионе имеются виды, находящиеся под угрозой, такие как персидский леопард и азиатский гепард, восточная часть Дерьячейе-Немека вместе с Деште-Кевиром защищена в качестве национального парка. Рыбья фауна озера из-за изменяющегося уровня воды и высокого уровня солёности в основном обитает в западных устьях притоков.